# One-Unit (Pakistan)
One Unit ist der englische Name eines geopolitischen Programmes der pakistanischen Regierung, das von Premierminister Muhammad Ali Bogra am 22. November 1954 initiiert wurde. Das Programm wurde ins Leben gerufen, nachdem die Regierung Schwierigkeiten hatte beide Landesteile Pakistans politisch zu regieren. Das Programm sah vor, dass die vier Provinzen Pakistans zu einer Provinz zusammengelegt werden sollten, um die Regierung zu vereinfachen. In Ostpakistan lief das Programm gleichermaßen ab.

## Geschichte
Die Idee der Staatsgründung Pakistans wurde durch den Philosoph Muhammad Iqbal 1930 entworfen. Die Staatsgründung am 14. August 1947 war das Ergebnis der pakistanischen Bewegung angeführt von Muhammad Ali Jinnah. Pakistan verfügte über keine eigene Verfassung, sondern nutzte die Verfassung vom British Empire. Der Regierung fiel die Verwaltung von Ostbengalen schwer. Das Programm wurde von Generalgovernor Ghulam Malik entworfen und durch Chief Minister Mumtaz Ali skizziert. Die erste Ankündigung des Programmes erfolgte am 22. November 1954.
Bogra sprach sich für eine Provinz aus und meinte, dass das Verschwinden der Bengalis, Punjabis, Sindhis, Pathans, Balochis, Bahawalpuris, und Khairpuris zu einer Stärkung der Integrität Pakistans führt. Premierminister Chaudhry Muhammad Ali implementierte die Rahmenbedingungen des One-Unit-Programmes am 14. Oktober 1955, nachdem das Parlament das Gesetz zur Einführung des One-Unit-Programmes verabschiedete.
Iskander Mirza gab im September 1955 folgende Gründe für die Einführung des One-Unit Programmes an:
1. Das Programm hebt Vorurteile in den Provinzen auf.
2. Das Programm unterstützt die Entwicklung von rückständigen Gebieten.
3. Das Programm reduziert administrive Ausgaben.
4. Das Programm vereinfacht die Verabschiedung einer neuen Verfassung.
5. Das Programm sichert West- und Ostpakistan vollständige Autonomie zu.
Die vier Provinzen Pakistans und FATA wurden nach den Parlamentswahlen 1954 zu einer Provinz vereinigt. Die neue Provinz bestand aus 12 Divisionen. Die Hauptstadt der Provinz war Lahore. Die Provinz Ostbengalen wurde in Ostpakistan umbenannt. Die Hauptstadt war Dhaka. Die pakistanische Regierung verlegte die Hauptstadt Pakistans 1958 provisorisch von Karatschi nach Rawalpindi. Die Hauptstadt wurde später von Rawalpindi nach Islamabad verlegt.  Westpakistan bildete eine politische und vereinigte politische Entität.
Die Provinz besaß jedoch linguistische und ethnische Unterschiede. Das One-Unit-Programm war dazu ausgelegt, die Bürokratie in Pakistan und ethnische Vorurteile abzubauen. Der Militärputsch 1958 führte jedoch zur Abschaffung des Amtes des Chief Ministers und der Präsident übte seine Regierungsgewalt in Westpakistan aus. Yahya Khan löste die Provinz am 1. Juli 1970 auf.